# Ferrari GTC4Lusso
Ferrari GTC4Lusso (Type F151M) — шутінг брейк класу гран-турізмо створений в 2016 році спеціалістами фірми Ferrari на заміну моделі Ferrari FF.

## Опис

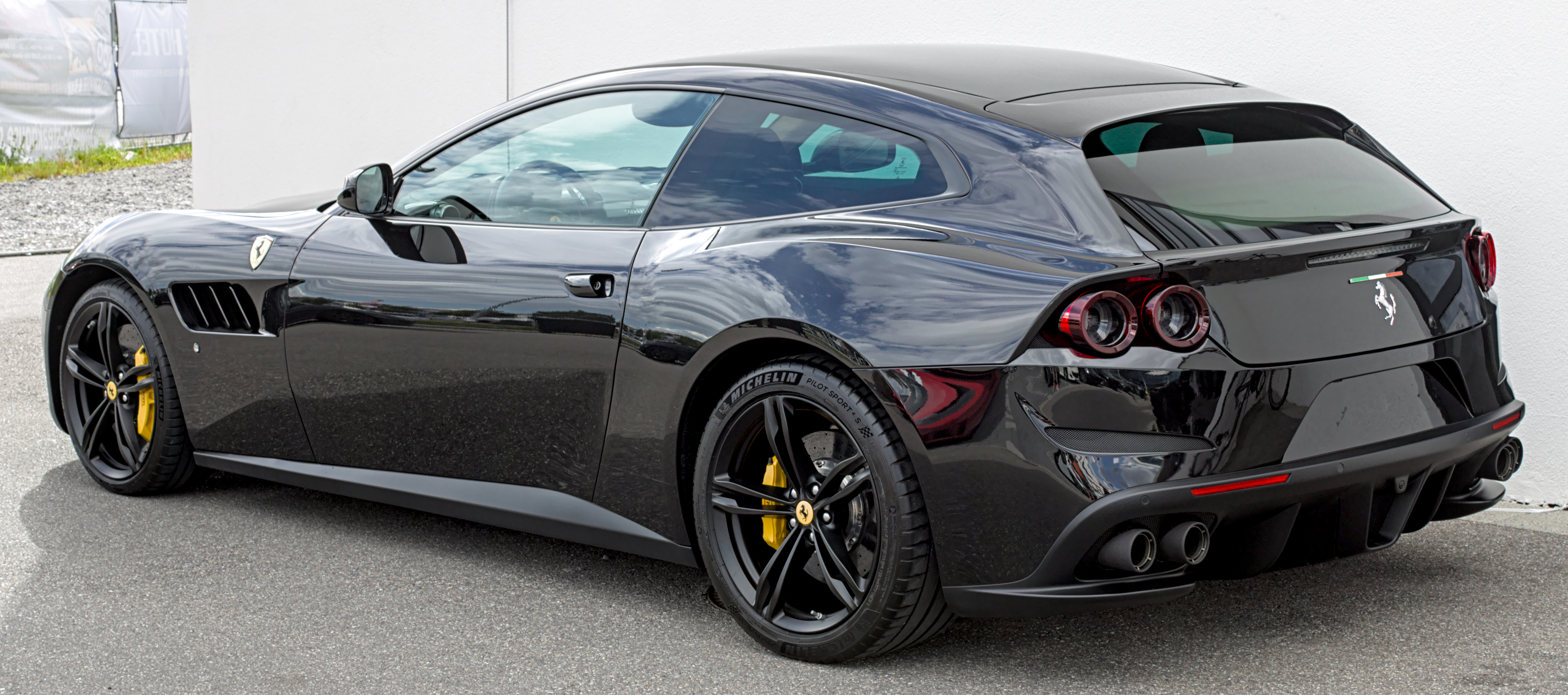
Ferrari GTC4 Lusso T

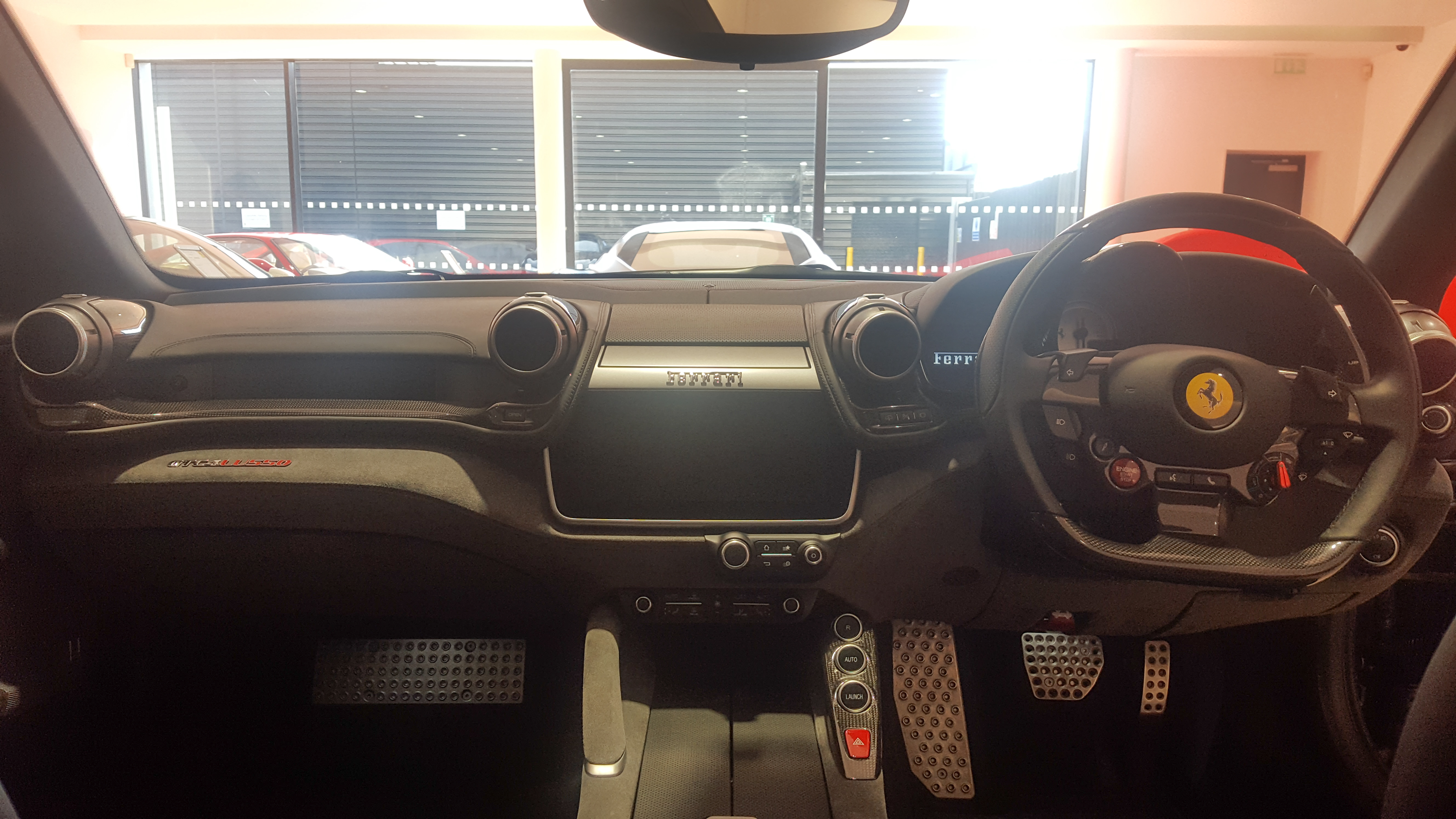

Автомобіль дебютував навесні 2016 року на автосалоні в Женеві з бензиновим двигуном 6,3 л V12 від попередньої моделі FF. Потужність GTC4Lusso складає 690 к.с. Максимальна швидкість автомобіля Ferrari в 335 км/год, розгін від 0 до 100 км/год складає за 3,4 секунди.
На Паризькому автосалоні восени 2016 року Ferrari представив GTC4Lusso T. Вона отримала двигун 3,9 л Biturbo V8 від 488 GTB. У GTC4Lusso T потужність двигуна 610 к.с. На відміну від V12, в якому приводяться в рух всі чотири колеса, V8 доступний тільки з приводом на задні колеса.

## Двигуни
- 3.9 л F154 V8 twin turbo 610 к.с. при 7500 об/хв, 760 Нм при 3000–5250 об/хв (GTC4Lusso T)
- 6.3 л F140 V12 690 к.с. при 8000 об/хв, 697 Нм при 5750 об/хв (GTC4Lusso)